# 圣日耳曼昂莱区
圣日耳曼昂莱区（法語：Arrondissement de Saint-Germain-en-Laye）是法国法兰西岛大区伊夫林省所辖的一个区。总面积341平方公里，总人口519133，人口密度1522人/平方公里（2017年）。主要城镇为圣日耳曼昂莱。

## 辖区
圣日耳曼昂莱区辖有45个市镇。